# Rachelle Lefevre
Rachelle Lefevre (Montreal, 1. veljače 1979.) kanadska je glumica. Uloge u serijama i filmovima dobiva od 1999., a do danas ih je ostvarila preko 50, od kojih su vjerojatno najpoznatije one vampirice Victorije u filmskim hitovima Sumrak i Mladi mjesec.
Lefevre živi u Los Angelesu.

## Vanjske poveznice
- Rachelle Lefevre u internetskoj bazi filmova IMDb-u (engl.)

### Ostali projekti
|  | Zajednički poslužitelj ima još gradiva o temi Rachelle Lefevre |